# Presbytis frontata
El surili de frente blanca (Presbytis frontata) es una especie de primate catarrino de la familia Cercopithecidae. Es endémico de Borneo (Indonesia, Malasia Oriental y posiblemente Brunéi). Su cuerpo es principalmente de color gris-marrón, con una mancha blanca distintiva en la frente. La barbilla y la parte inferior de las mejillas son grisáceas. Su hábitat natural es el bosque seco tropical y subtropical. Se encuentra amenazado por la pérdida de hábitat.